# 坂巻静佳
坂巻 静佳（さかまき しずか）は、日本の法学者（国際法）。学位は博士（法学）（東京大学・2010年）。静岡県立大学国際関係学部准教授・大学院国際関係学研究科准教授。
東京大学グローバルCOE特任研究員、静岡県立大学国際関係学部講師などを歴任した。

## 来歴

### 生い立ち
東京大学に入学し、同法学部にて学んだ。2002年3月、東京大学を卒業した。その後、東京大学の大学院に進学し、同法学政治学研究科の総合法政専攻にて学んだ。2009年3月、東京大学の大学院における博士課程を単位取得満期退学した。なお、在学中に執筆した博士論文「雇用に関する国家の裁判権免除」により、翌年になって東京大学より博士（法学）の学位を授与されている。
なお、その際の論文審査委員は荒木尚志、中谷和弘、岩澤雄司、白石忠志、高見澤磨であり、荒木が主査を務めた。また、学位の授与に際しては特別優秀賞も併せて贈られている。

### 研究者として

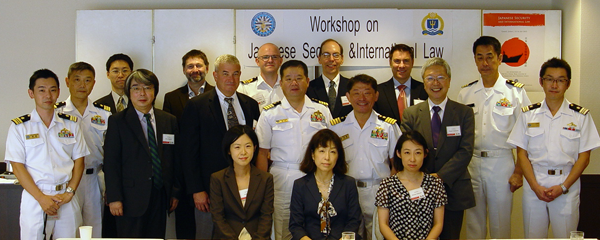
2015年9月15日、「日本の海洋安全保障と国際法」の出席者と

大学院を単位取得満期退学してからは、2009年4月から同年9月にかけて、母校である東京大学にてグローバルCOE特任研究員を務めた。同年10月、静岡県立大学に転じ、国際関係学部にて講師に就任した。なお、大学院においては国際関係学研究科の講師も兼務した。どちらの講師も2017年9月まで務めた。同年10月、静岡県立大学にて国際関係学部の准教授に昇任した。国際関係学部においては、主として国際関係学科の講義を担当した。なお、大学院においては国際関係学研究科の准教授も兼務した。国際関係学研究科においては、主として国際関係学専攻の講義を担当した。

## 研究
専門は法学であり、特に国際法に関する分野の研究に従事していた。具体的には、国際法上の免除や海洋法などを研究していた。また、2019年度の教員活動評価にて特に高く評価され、2020年に静岡県立大学学長表彰を受けた。
学術団体としては、国際法学会、国際法協会日本支部、世界法学会、日本海洋政策学会、などに所属した。

## 略歴
- 2002年 - 東京大学法学部卒業[1]。

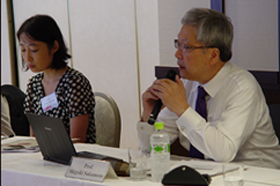
2015年9月15日、「日本の海洋安全保障と国際法」にて同志社大学法学部教授坂元茂樹（右）と

- 2009年 - 東京大学大学院法学政治学研究科博士課程単位取得満期退学[1]。
- 2009年 - 東京大学グローバルCOE特任研究員[6]。
- 2009年 - 静岡県立大学国際関係学部講師[6]。
- 2009年 - 静岡県立大学大学院国際関係学研究科講師。
- 2017年 - 静岡県立大学国際関係学部准教授[6]。
- 2017年 - 静岡県立大学大学院国際関係学研究科准教授。

## 賞歴
- 2020年 - 静岡県立大学学長表彰[10]。

## 著作

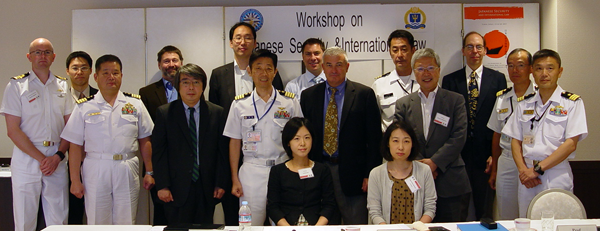
2015年9月16日、「日本の海洋安全保障と国際法」の出席者と

### 共著
- 岩沢雄司・中谷和弘編集『国際法研究』1号、信山社出版、2013年。ISBN 9784797265613
- 岩沢雄司・中谷和弘編集『国際法研究』4号、信山社出版、2016年。ISBN 9784797265644

### 分担執筆
- 水野かほる・津田守編著『裁判員裁判時代の法廷通訳人』大阪大学出版会、2016年。ISBN 9784872595079